# Mon ninja et moi 3
 (juillet 2025).
Le contenu est difficilement compréhensible vu les erreurs de traduction, qui sont peut-être dues à l'utilisation d'un logiciel de traduction automatique.
Série
Mon ninja et moi 2
(2021)
Pour plus de détails, voir Fiche technique et Distribution.
Mon ninja et moi 3 (Ternet Ninja 3) est un film d'animation danois pour enfants de 2025, réalisé par Anders Matthesen et Thorbjørn Christoffersen. C'est le troisième film de la série sur Aske et sa poupée ninja à carreaux, après Mon ninja et moi en 2018 et Mon ninja et moi 2 en 2021. Il est également basé sur le livre Mon ninja et moi 3, publié par Anders Matthesen en 2024.
Les deux films précédents de Mon ninja et moi comptent parmi les films danois les plus populaires récemment, avec environ 900 000 billets vendus chacun,,.

## Synopsis
Aske a de moins en moins envie de partir en mission ninja et préfère passer du temps avec ses amis. Ternet Ninja se sent donc mis de côté et part en quête de nouvelles missions par ses propres moyens. Cela conduit accidentellement Aske à se brouiller avec Jessica, dont le petit ami rebelle Marco et ses amis gangsters sont impliqués. Ils mettent le feu au cabanon dans le jardin, ce qui entraîne Aske dans un nouveau conflit dont il ne voulait pas. La situation devient encore plus compliquée lorsque Jessica, qui est toujours amoureuse d'Aske, devient très jalouse lorsque celui-ci se lie d'amitié avec Emily, la nouvelle fille de l'école. Enfin, le beau-père d'Aske, Jørn, commence à prendre son rôle de père un peu trop au sérieux par rapport à ce qu'Aske aime.

## Distribution

### Voix originales
- Anders Matthesen : TN / oncle Stewart / Sirene / Jørn / Sune / voix additionnelles

## Fiche technique
- Titre : Mon ninja et moi 3
- Réalisation : Thorbjorn Christoffersen, Anders Matthesen
- Scénario : Anders Matthesen
- Distribution : Louis Næss-Schmidt, Emma Sehested Høeg, Flora Ofelia, Anders Matthesen
- Production  : Anders Mastrup, Trine Heidegaard
- Distribution : Nordic Film
- Genre : animation
- Pays d’origine : Danemark
- Langue : danois
- Durée : 88 minutes
- Date de sortie : 21 août 2025 (Danemark)[1]